# Shaun Murphy (football)
Pour les articles homonymes, voir Shaun Murphy et Murphy.
Shaun Murphy est un footballeur australien né le 5 novembre 1970 à Sydney. Il évolue au poste de défenseur.
Il a participé à la Coupe des confédérations 2001 avec l'équipe d'Australie.

## Carrière
- Blacktown City Demons  Australie
- Heidelberg United  Australie
- Perth SC  Australie
- 1992-1997 : Notts County  Angleterre
- 1996-1999 : West Bromwich Albion  Angleterre
- 1999 : Sorrento FC  Australie
- 1999-2003 : Sheffield United  Angleterre
- 2001-2002 : → Crystal Palace (prêt)  Angleterre
- 2003-2004 : Perth Glory FC  Australie

## Sélections
- 18 sélections et 3 buts avec l'Équipe d'Australie de 2000 à 2001.